# هنري كلاي فراي
هنري كلاي فراي (بالإنجليزية: Henry Clay Fry)‏ هو مهندس أمريكي، ولد في 17 سبتمبر 1840 في مقاطعة شيلبي في الولايات المتحدة، وتوفي في 1929.